# U-23サッカーオーストラリア代表
U-23サッカーオーストラリア代表（U-23サッカーオーストラリアだいひょう）は、オーストラリアサッカー連盟（FFA）によって構成される、オーストラリアのサッカーの23歳以下のナショナルチームである。代表チームの愛称は「Olyroos」。

## 概要
U-23代表は、オーストラリアサッカーの統括団体であるオーストラリアサッカー連盟
によって組織されており、アジアサッカー連盟ならびにASEANサッカー連盟のメンバーである。過去に1992年バルセロナ五輪から2004年アテネ五輪まではオセアニアサッカー連盟の予選に出場しており、2008年北京五輪からはアジアサッカー連盟の予選に参加している。
代表チームはこれまで夏季オリンピックには、1992年大会、1996年大会、2000年大会、2004年大会、2008年大会、2020年大会の6度出場経験をもつ。

## 歴史
23歳以下のオーストラリア代表は、1967年にヌメアで行われたニューカレドニアとニュージーランドとの参加国対抗戦で国際舞台にデビューした。オーストラリアは11月6日の初戦に2対1で敗れ、11月10日の2戦目では1対3で勝利した。次にプレーしたの8年後の1974年、オーストラリア政府が出資したインドネシア遠征である。遠征の間、監督のエリック・ワージントンによって率いられたオーストラリアは、ホスト国のインドネシアとの3戦全てに勝利した。その後16年間、国際大会には参加しなかった。
1990年8月、オーストラリアはエディ・トムソン監督の下、欧州で数試合の親善試合を行った。初戦のスイス戦は0対0の引き分けで終わった。リーグ・オブ・アイルランド選抜との2戦目は2対2の引き分けであった。最終戦はチェコスロバキアに2対0で敗れた。

## 成績

### オリンピック
| オリンピック | オリンピック     | オリンピック | オリンピック | オリンピック | オリンピック | オリンピック | オリンピック |
| 年           | 結果             | Pld          | W            | D            | L            | GF           | GA           |
| ------------ | ---------------- | ------------ | ------------ | ------------ | ------------ | ------------ | ------------ |
| 1992         | 4位              | 6            | 2            | 1            | 3            | 8            | 12           |
| 1996         | グループステージ | 3            | 1            | 0            | 2            | 4            | 6            |
| 2000         | グループステージ | 3            | 0            | 0            | 3            | 3            | 6            |
| 2004         | 準々決勝         | 4            | 1            | 1            | 2            | 6            | 4            |
| 2008         | グループステージ | 3            | 0            | 1            | 2            | 1            | 3            |
| 2012         | 予選敗退         | 予選敗退     | 予選敗退     | 予選敗退     | 予選敗退     | 予選敗退     | 予選敗退     |
| 2016         | 予選敗退         | 予選敗退     | 予選敗退     | 予選敗退     | 予選敗退     | 予選敗退     | 予選敗退     |
| 2020         | グループステージ | 3            | 1            | 0            | 2            | 2            | 3            |
| 2024         | 予選敗退         | 予選敗退     | 予選敗退     | 予選敗退     | 予選敗退     | 予選敗退     | 予選敗退     |
| 総計         | 6/9              | 22           | 5            | 3            | 14           | 24           | 34           |

### AFC U-23選手権
| AFC U23アジアカップ | AFC U23アジアカップ | AFC U23アジアカップ | AFC U23アジアカップ | AFC U23アジアカップ | AFC U23アジアカップ | AFC U23アジアカップ | AFC U23アジアカップ |
| 年                  | 結果                | Pld                 | W                   | D                   | L                   | GF                  | GA                  |
| ------------------- | ------------------- | ------------------- | ------------------- | ------------------- | ------------------- | ------------------- | ------------------- |
| 2013                | 準々決勝            | 4                   | 2                   | 0                   | 2                   | 3                   | 6                   |
| 2016                | グループリーグ敗退  | 3                   | 1                   | 1                   | 1                   | 2                   | 1                   |
| 2018                | グループリーグ敗退  | 3                   | 1                   | 0                   | 2                   | 5                   | 5                   |
| 2020                | 3位                 | 6                   | 3                   | 2                   | 1                   | 6                   | 5                   |
| 2022                | 4位                 | 6                   | 3                   | 1                   | 2                   | 5                   | 6                   |
| 2024                | グループリーグ敗退  | 3                   | 0                   | 2                   | 1                   | 0                   | 1                   |
| 総計                | 総計                | 25                  | 10                  | 6                   | 9                   | 21                  | 24                  |